# Sumak Fossa
La Sumak Fossa è una struttura geologica della superficie di 152830 Dinkinesh.